# چری گروو (اوهایو)
چری گروو (به انگلیسی: Cherry Grove) یک منطقهٔ مسکونی در ایالات متحده آمریکا است که در شهرستان همیلتون، اوهایو واقع شده‌است. چری گروو ۲٫۹ کیلومتر مربع مساحت و ۴٬۳۷۸ نفر جمعیت دارد و ۲۶۶ متر بالاتر از سطح دریا واقع شده‌است.